# Aptiv
Aptiv PLC, tidigare Delphi Automotive, är en underleverantör till fordonsindustrin som bland annat utvecklar och tillverkar elsystem. Delphi grundades 1998 i USA. Huvudkontoret ligger i dag i Dublin, Irland, tidigare Troy, Michigan i närheten av Detroit. Företaget, med sina cirka 173 000 anställda i 44 länder, omsatte under 2015 15,2 miljarder dollar. Delphi har bland annat utmärkt sig genom att de har utvecklat det autonoma fordon som hittills klarat att köra den längsta sträckan.

## Historia
Delphi har sitt ursprung i General Motors och gick initialt under namnet ACG Worldwide. ACG Worldwide skapades 1988 och var då en avdelning som hade hand om GM:s komponenter. Under 1991 integrerade General Motors dotterföretagen Saginaw Steering, Harrison Thermal, Packard Electric, AC Delco, under denna avdelning. Efter det utvecklade ACG Worldwide olika produkter såsom kollisionsvarningssystem (1993), integrerad radio och navigationssystem (1994) och en modul för krockkudde integrerade i ratten (1996). 1995 bytte avdelningen namn till Delphi Automotive System och 1999 blev Delphi ett självständigt företag.
Delphi har förvärvat ett flertal företag under åren. Några av dessa listas nedan:
- Avdelningen för motordrivna fordon på FCI, (2012).
- Unwired Holdings, (2014), leverantör av media-anslutningsmoduler till fordonsindustrin.
- Antaya Technologies Corporation, (2014), tillverkare av kontaktdon för glas.
- Ottomatika, (2015), mjukvaruutveckling.
- Investering i Quanergy, (2015), 3D LiDAR företag.
- Investering i Tula, (2015), mjukvaruutveckling.
- Control-Tec, (2015), utvecklare av telematik och lösningar av molnbaserad data.
- HellermannTyton Group, (2015), tillverkare av produkter för kabelorganisation och installation.
- PureDepth, (2016), utvecklare inom displayteknik.
- Movimento, (2017), utvecklare av molnbaserade system för uppdatering av mjukvara i fordon.

## Produkter
Några produkter som Delphi har varit med och utvecklat listas nedan:
- Första radar-baserade farthållare, 1999.
- Första passageraravkännande system för styrning av airbagens utlösning, 2000.
- Första radar-baserade backningssensor, 2002.
- Första satellit-TV:n installerad i baksäten, 2007.
- Första gångtrafikantdetektorn med automatisk bromsning, 2010.
- Första sensorn för ammoniak i fordon, för att optimera kontrollen av kväveoxidutsläpp, 2013.
- Första integrerad radar- och kamerasystem, 2014.
- Hand- och armgestkontroll av infotainmentsystem, 2015.
- Teknik för kommunikation mellan fordon och mellan fordon och infrastruktur, 2016.

Delphi skrev historia i mars 2015, när en självkörande bil tillverkad av Delphi gjorde en resa mellan USA:s kuster. Detta är den hittills längsta sträckan som körts med en förarlös bil och färden, som sträckte sig över 5500 km, kördes till 99% utan en förare och tog 9 dagar. Det behövdes 3 TB data för att genomföra resan som började i San Francisco och slutade 15 delstater senare i New York.
I den nya BMW7 serien (2015) är det Delphi som ligger bakom gestavkänningssystemet som styr inställningar av infotainmentsystemet. Detta är den första av sitt slag där musik och volym kan ändras med hjälp av en handrörelse.
Delphi har varit med och utvecklat den senaste Volvo XC90, vilken har kommit att bli en av de säkraste personbilarna i världen. En funktion är automatisk bromsning vid korsningar, för fotgängare och fordon.
En av Delphis senaste tekniker och satsningar är en 48 V mild hybrid. Denna nya motor minskar utsläpp genom avancerad förarassistansteknik, där elmotor fungerar som ett komplement till den vanliga bensinmotorn. Delphi förutspår att 2025 kommer 1 av 10 sålda bilar globalt kunna vara 48 V mild hybrider.

## Organisationen
Delphi Automotive är ett globalt företag med rötter i USA. Idag (2015) finns företaget i 44 länder i form av 14 större tekniska center och 126 fabriker. Företaget kunder är bland andra Volvo, Renault, Volkswagen och Toyota. I Europa har Delphi sina delar i 19 av de 20 största bilmodellerna och liknande siffror i USA och Kina.
Delphi har fyra produktsegment, Electronic & Safety, Electrical/Electronic Architecture, Powertrain Systems, och Delphi Product & Services Solutions.
Electronic & Safety tar fram produkter och system både för aktiv och passiv säkerhet, komfort och infotainment.
Electrical/Electronic Architecture utvecklar hela elsystem till fordon, allt ifrån kablage till kontaktdon.
Powertrain Systems tar fram effektiva system till motorer, så som insprutning och utsläppskontroll.
Delphi Product & Service Solution tar hand och levererar reservdelar.

### Delphi Automotive System Sverige
I Sverige har Delphi två kontor i Göteborg. Ett i Torslanda, där produktsegmentet Electrical/Electronic Architecture tar fram produkter för kunder i Sverige. Det andra kontoret ligger på Mölndalsvägen och är inriktat på utveckling inom Electronic & Safety för kunder i och utanför Sverige.